# 요제프 요아힘
요제프 요아힘(독일어: Joseph Joachim, 1831년 1월 28일 ~ 1907년 8월 15일)은 헝가리 태생의 바이올린 연주자이자 지휘자, 작곡가 겸 교사이다.
요아힘은 당시 오스트리아 제국에 속했던 킷세의 헝가리 유대인 가정에서 태어났다.
요하네스 브람스와 밀접하게 협력하였고, 19세기에 가장 널리 알려진 바이올린 연주자 중 한 명으로서, (21세기 초인 현재의 기준으로는) 오스트리아, 독일, 체코, 슬로바키아, 헝가리 등 지역에서 활동했다.